# ریخنووک
ریخنووک (به لاتین: Rychnovek) یک منطقهٔ مسکونی در جمهوری چک است که در ناحیه ناخود واقع شده‌است. ریخنووک ۱۱٫۳۳ کیلومتر مربع مساحت و ۶۲۲ نفر جمعیت دارد و ۲۶۴ متر بالاتر از سطح دریا واقع شده‌است.